# Кощичи (Калинковичский район)
Кощичи (бел. Кошчычы) — деревня в Козловичском сельсовете Калинковичского района Гомельской области Беларуси.

## География

### Расположение
В 25 км на север от Калинкович, 20 км от железнодорожной станции Холодники (на линии Жлобин — Калинковичи), 157 км от Гомеля.

### Гидрография
На востоке мелиоративные каналы.

## Транспортная сеть
Транспортные связи по просёлочной, затем автомобильной дороге Калинковичи — Бобруйск. Планировка состоит из 2 прямолинейных улиц, ориентированных одна широтна, вторая — с юго-востока на северо-запад и соединённых короткой улицей. Застройка преимущественно деревянная двусторонняя усадебного типа.

## История
Обнаруженное археологами в 2,5 км двухплощадочное городище свидетельствует о заселении этих мест с давних времён. Первые письменные сведения о деревне относятся к началу XVII века. Под 1567 год обозначена в пописе армии Великого княжества Литовского. Залоговые листы на части деревни Котчищи хранились в Мозырском замке и во время пожара 9 июня 1601 года сгорели вместе с замком.
После 2-го раздела Речи Посполитой (1793 год) в составе Российской империи. Обозначена и под 1801 год. В 1850 году владение надворного советника Голенищева-Кутузова, который владел в 1876 году в селах Кочищи и Якимовичи 24 043 десятинами земли, 2 водяными мельницами, 3 трактирами. В 1879 году обозначена как селение в Новоселковском церковном приходе. В начале 1880-х годах неподалёку от деревни прошёл канал Ненач, который прокладывался экспедицией И. Жилинского. Согласно переписи 1897 года в Домановичской волости Речицкого уезда Минской губернии деревня Сербины (она же Кочищи) — работали часовня, хлебозапасный магазин, деревня Улуки (она же Кочищи) — работала конная мельница. С 1899 года работала лесопилка. В 1910 году начала работу школа, которая разместилась в наёмном крестьянском доме.
В 1929 году организован колхоз «Красная Дуброва», работали кузница, ветряная мельница, начальная школа (в 1935 году 110 учеников). Во время Великой Отечественной войны оккупанты частично сожгли деревню. Освобождена 12 января 1944 года, 105 жителей погибли на фронте. В 1972 году центр колхоза «Красная Дуброва», располагались швейная и сапожная мастерские, 9-летняя школа, клуб, библиотека, фельдшерско-акушерский пункт, детский сад, отделение связи, магазин.

## Население

### Численность
- 2004 год — 167 хозяйств, 352 жителя.

### Динамика
- 1850 год — 45 дворов.
- 1897 год — деревня Сербины 47 дворов, 303 жителя; деревня Улуки 33 двора, 134 жителя (согласно переписи).
- 1908 год — 93 двора, 704 жителя.
- 1959 год — 889 жителей (согласно переписи).
- 1972 год — 200 дворов, 415 жителей.
- 2004 год — 167 хозяйств, 352 жителя.

## Известные уроженцы
- В. И. Полиграй — Герой Социалистического Труда.